# Curva en el espacio

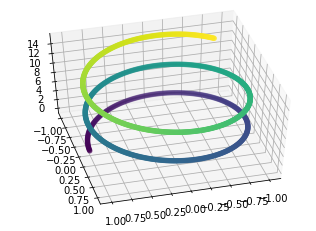
Ejemplo de una curva en el espacio 3D: una hélice de paso constante

En matemáticas, una curva en el espacio, o curva alabeada, es un tipo de curva cuyos puntos no están todos contenidos en el mismo plano. También se le llama curva en tres dimensiones o en {\displaystyle \mathbb {R} ^{3}}.
Las dos maneras más utilizadas para representar una curva espacial son la forma cartesiana y la forma paramétrica.

## Representación en forma cartesiana implícita
Es posible representar una curva en forma implícita identificando su soporte con el lugar geométrico de los ceros de un campo vectorial {\displaystyle \Phi :\mathbb {R} ^{3}\rightarrow \mathbb {R} ^{2}}, es decir, los puntos de coordenadas {\displaystyle (x,y,z)} que verifican el sistema:
{\displaystyle C:{\begin{cases}f(x,y,z)=0\\g(x,y,z)=0\end{cases}}}
donde {\displaystyle f} y {\displaystyle g} son funciones de valor real de clase al menos {\displaystyle C^{1}}. Esta representación de una curva puede considerarse como la intersección de dos superficies en forma implícita.
Una condición suficiente para la regularidad local de una curva así representada alrededor de uno de sus puntos {\displaystyle P_{0}=(x_{0},y_{0},z_{0})} es que su jacobiano:
{\displaystyle J={\frac {\partial \Phi (x_{0},y_{0},z_{0})}{\partial (x,y,z)}}}
tenga rango máximo, es decir que:
{\displaystyle \det {\begin{pmatrix}f_{y}&f_{z}\\g_{y}&g_{z}\\\end{pmatrix}}\neq 0}
Según el teorema de la función implícita existen en los entornos {\displaystyle A}, {\displaystyle B} y {\displaystyle C} respectivamente de {\displaystyle x_{0}}, {\displaystyle y_{0}} y {\displaystyle z_{0}}; y existen funciones {\displaystyle \alpha :A\to B} y {\displaystyle \beta :A\to C} de clase al menos {\displaystyle C^{1}} tales que se cumple lo siguiente:
{\displaystyle {\begin{cases}f(x,\alpha (x),\beta (x))=0\\g(x,\alpha (x),\beta (x))=0\end{cases}}}
para {\displaystyle x\in A}. La función {\displaystyle P:A\rightarrow A\times B\times C\subset \mathbb {R} ^{3}} definida por:
{\displaystyle P(t)=(t,\alpha (t),\beta (t))}
es una parametrización local para la curva {\displaystyle C}. De hecho, {\displaystyle {\mbox{Im }}P\subseteq C} y es regular como {\displaystyle P'(t)=(1,*,*)\neq (0,0,0)}.

## Representación paramétrica
Una curva en forma paramétrica es una función vectorial de una sola variable {\displaystyle \alpha (t):I=[a,b]\subseteq \mathbb {R} \to \mathbb {R} ^{3}} del tipo:
{\displaystyle \alpha (t)=(\alpha _{1}(t),\alpha _{2}(t),\alpha _{3}(t))\ }
También se puede escribir como:
{\displaystyle \alpha (t):{\begin{cases}x=\alpha _{1}(t)\\y=\alpha _{2}(t)\\z=\alpha _{3}(t)\end{cases}}}
La variable {\displaystyle t\in I} se llama parámetro. Una curva es una función de clase {\displaystyle C^{1}\ } en un intervalo si las funciones {\displaystyle \alpha _{1}(t)\ }, {\displaystyle \alpha _{2}(t)\ } y {\displaystyle \alpha _{3}(t)\ } tienen derivadas continuas en ese intervalo. Se dice que una curva {\displaystyle C^{1}\ } es regular en un punto {\displaystyle t_{0}\ } si:
{\displaystyle \alpha '(t_{0})=(\alpha _{1}^{'}(t_{0}),\alpha _{2}^{'}(t_{0}),\alpha _{3}^{'}(t_{0}))\neq (0,0,0)}
y regular en {\displaystyle I} si esto es cierto en cada punto de {\displaystyle I\ }. Un punto en el que {\displaystyle \alpha '(t_{0})=(0,0,0)\ } se denomina punto singular de la curva.
Se dice que una curva en el espacio es simple si no se cruza consigo misma, es decir, si por cada {\displaystyle t_{1}\neq t_{2}\in I} hay {\displaystyle \alpha (t_{1})\neq \alpha (t_{2})}. La regularidad de la curva permite definir la recta tangente a la curva, que es la recta paralela al vector:
{\displaystyle \alpha '(t_{0})=(\alpha _{1}'(t_{0}),\alpha _{2}^{'}(t_{0}),\alpha _{3}^{'}(t_{0}))}
Este vector se denomina vector tangente de longitud {\displaystyle ||\alpha '(t_{0})||\ } y también se indica mediante {\displaystyle {\vec {T}}(t_{0})\ }. El vector unitario tangente es también el vector unitario de longitud:
{\displaystyle {\hat {T}}(t_{0})={\frac {\alpha '(t_{0})}{||\alpha '(t_{0})||}}}

### Reparametrización
Dada una curva {\displaystyle \alpha :I\longrightarrow \mathbb {R} ^{3}} diferenciable y una función {\displaystyle t=t(s)} definida en el intervalo {\displaystyle S\longrightarrow I} entonces la curva:
{\displaystyle \beta =\alpha \circ t:S\longrightarrow \mathbb {R} ^{3}}
tal que para cada {\displaystyle s\in S\longrightarrow \beta (s)=\alpha (t(s)),} es una reparametrización de la curva {\displaystyle \alpha }. La reparametrización es regular si: {\displaystyle t(S)=I} y si {\displaystyle t'(s)\neq 0}.
Además, si {\displaystyle \beta =\alpha \circ t} es una reparametrización de {\displaystyle \alpha } vía {\displaystyle t=t(s)} entonces:
{\displaystyle \beta '(s)={\frac {dt}{ds}}\alpha '(t(s))}
De hecho, si:
{\displaystyle \alpha (t)=\left(\phi (t),\psi (t),\chi (t)\right)}
Entonces:
{\displaystyle \beta (s)=\left(\phi (t(s)),\psi (t(s)),\chi (t(s))\right)}
y por la regla de derivación de funciones compuestas, se tiene que:
{\displaystyle {\frac {d\phi \left(t(s)\right)}{ds}}={\frac {d\phi }{dt}}\cdot {\frac {dt}{ds}}}
{\displaystyle {\frac {d\psi \left(t(s)\right)}{ds}}={\frac {d\psi }{dt}}\cdot {\frac {dt}{ds}}}
{\displaystyle {\frac {d\chi \left(t(s)\right)}{ds}}={\frac {d\chi }{dt}}\cdot {\frac {dt}{ds}}}
y así se obtiene:
{\displaystyle \beta '(s)={\frac {dt}{ds}}\left({\frac {d\phi }{dt}},{\frac {d\psi }{dt}},{\frac {d\chi }{dt}}\right)={\frac {dt}{ds}}\alpha '(t(s))}

### Longitud en forma paramétrica
Sea {\displaystyle \alpha (t)=(\phi (t),\psi (t),\chi (t))} diferenciable y {\displaystyle [a,b]\subseteq I}. Entonces, la longitud del arco curvo entre {\displaystyle \alpha (a)} y {\displaystyle \alpha (b)} es:
{\displaystyle {\mbox{Long}}(\alpha )=\int _{a}^{b}\|\alpha '(t)\|dt=\int _{a}^{b}{\sqrt {\phi '(t)^{2}+\psi '(t)^{2}+\chi '(t)^{2}}}dt}.
Además, si {\displaystyle \beta (s)} es una reparametrización de la curva, entonces:
{\displaystyle {\mbox{Long}}(\alpha )={\mbox{Long}}(\beta )=\int _{a}^{b}\|\alpha '(t)\|dt=\int _{t^{-1}(a)}^{t^{-1}(b)}\|\beta '(s)\|ds}.

### Abscisa curvilínea
Generalizando la penúltima fórmula, se define, como función de {\displaystyle t}, la abscisa curvilínea (o parámetro de longitud de arco) {\displaystyle s} como
{\displaystyle s(t)=\int _{a}^{t}\|\alpha '(u)\|du=\int _{a}^{t}{\sqrt {\phi '^{2}+\psi '^{2}+\chi '^{2}}}du};
que, sin considerar su signo, es la longitud del arco de la curva entre el punto fijo {\displaystyle \alpha (a)} y el punto actual {\displaystyle \alpha (t)}. Mediante la abscisa curvilínea {\displaystyle s} se puede reparametrizar la curva de la siguiente manera: como {\displaystyle s'(t)=\|\alpha '(t)\|>0} se tiene que {\displaystyle s(t)} es creciente y por tanto invertible, de modo que, llamando a {\displaystyle t(s)} su inversa, se establece que
{\displaystyle \beta (s)=\alpha (t(s))},
lo que se conoce como parametrización natural de la curva.

### Curvatura
Dada una parametrización de abscisas curvilíneas de la curva {\displaystyle \alpha (s)}, se define el vector curvatura como:
{\displaystyle {\vec {k}}(s)={\vec {T}}'(s)}
y la curvatura escalar es su módulo.

### Fórmulas de Frenet
Una curva suficientemente regular en el espacio tiene en cada punto un sistema de referencia llamado triedro de Frenet, dado por una terna de vectores unitarios tangentes, normales y binormales. Debe tenerse en cuenta que poder definir el triedro de Frenet en cada punto de la curva está subordinado al hecho de que la curva tiene un vector unitario tangente y normal en cada punto de la curva: por esta razón en adelante se habla del campo de los vectores unitarios tangentes y del campo de los vectores unitarios normales. Además, la curva debe ser dos veces diferenciable y esta es una condición adicional no prevista en la definición anterior.
Sea {\displaystyle \alpha (s)=\left(\phi (s),\psi (s),\chi (s)\right)} una curva parametrizada según la abscisa curvilínea. El campo de vectores unitarios tangentes a la curva viene dado por:
{\displaystyle {\overrightarrow {T(s)}}={\frac {\alpha '(s)}{\|\alpha '(s)\|}}}
El campo unitario normal viene dado por:
{\displaystyle {\overrightarrow {N(s)}}={\frac {T'(s)}{\|T'(s)\|}}}
Explotando la definición de curvatura puede darse otra forma al campo de vectores unitarios normales:
{\displaystyle {\overrightarrow {N(s)}}={\frac {T'(s)}{k(s)}}}
Dado que {\displaystyle T} tiene una norma constante, la cantidad {\displaystyle \|T\|^{2}} también será constante, es decir
{\displaystyle \left(\left\|T\right\|^{2}\right)'=0}
expresión reescrita como:
{\displaystyle \left(T\cdot T\right)'=0}
Desarrollando la ecuación, se obtiene:
{\displaystyle 2T\cdot T'=0}
Es decir, el vector {\displaystyle T'} es ortogonal a {\displaystyle T} y por tanto paralelo a {\displaystyle N}.
El campo de vectores unitarios binormales se define como:
{\displaystyle {\overrightarrow {B(s)}}={\overrightarrow {T(s)}}\times {\overrightarrow {N(s)}}}
La importancia del triedro de Frenet es que es un sistema de referencia ortonormal móvil, es decir, se ajusta a medida que se recorren distintos puntos {\displaystyle P} de la curva.
Dada la curva {\displaystyle \alpha (s)}, el triedro de Frenet se mueve integrámente con {\displaystyle P} y siempre permanece como un sistema ortonormal. En otras palabras, el triedro de Frenet es una base ortonormal, de acuerdo con las fórmulas de Frenet:
{\displaystyle {\begin{cases}{\overrightarrow {T'(s)}}=a_{1}\cdot {\overrightarrow {T(s)}}+b_{1}\cdot {\overrightarrow {N(s)}}+c_{1}\cdot {\overrightarrow {B(s)}}\\{\overrightarrow {N'(s)}}=a_{2}\cdot {\overrightarrow {T(s)}}+b_{2}\cdot {\overrightarrow {N(s)}}+c_{2}\cdot {\overrightarrow {B(s)}}\\{\overrightarrow {B'(s)}}=a_{3}\cdot {\overrightarrow {T(s)}}+b_{3}\cdot {\overrightarrow {N(s)}}+c_{3}\cdot {\overrightarrow {B(s)}}\end{cases}}}
La matriz:
{\displaystyle C={\begin{bmatrix}a_{1}&b_{1}&c_{1}\\a_{2}&b_{2}&c_{2}\\a_{3}&b_{3}&c_{3}\end{bmatrix}}}
se llama matriz de Cartan de la base del triedro. Sus coeficientes son claramente cero en la diagonal principal, ya que su producto escalar es cero debido a la ortonormalidad de la base. Usando la definición de curvatura e introduciendo la definición de torsión según la función siguiente:
{\displaystyle \tau (s)=-B'(s)\cdot {\overrightarrow {N(s)}}}.
Se obtienen así las fórmulas de Frenet para la parametrización de la abscisa curvilínea:
{\displaystyle {\begin{cases}{\overrightarrow {T'}}=k(s)\cdot {\overrightarrow {N(s)}}\\{\overrightarrow {N'(s)}}=-k(s)\cdot {\overrightarrow {T(s)}}+\tau (s)\cdot {\overrightarrow {B(s)}}\\{\overrightarrow {B'(s)}}=-\tau (s)\cdot {\overrightarrow {N(s)}}\end{cases}}}
es decir, la matriz de Cartan es antisimétrica:
{\displaystyle C={\begin{bmatrix}0&k(s)&0\\-k(s)&0&\tau (s)\\0&-\tau (s)&0\end{bmatrix}}}
Si existe alguna parametrización de la curva: {\displaystyle \alpha (t)=(\phi (t),\psi (t),\chi (t))}, formalmente el triedro de Frenet es igual y se puede calcular de la siguiente manera:
{\displaystyle {\overrightarrow {T(t)}}={\frac {\alpha '(t)}{\|\alpha '(t)\|}},}
{\displaystyle {\overrightarrow {B(t)}}={\frac {\alpha '(t)\times \alpha ''(t)}{\|\alpha '(t)\times \alpha ''(t)\|}},}
{\displaystyle {\overrightarrow {N(t)}}={\overrightarrow {B(t)}}\times {\overrightarrow {T(t)}}.}
Además, se obtienen las fórmulas de Frenet:
{\displaystyle {\begin{cases}{\overrightarrow {T'(t)}}=k(t)\cdot \|\alpha '(t)\|\cdot {\overrightarrow {N(t)}}\\{\overrightarrow {N'(t)}}=-k(t)\cdot \|\alpha '(t)\|\cdot {\overrightarrow {T(t)}}+\tau (t)\cdot \|\alpha '(t)\|\cdot {\overrightarrow {B(t)}}\\{\overrightarrow {B'(t)}}=-\tau (t)\cdot \|\alpha '(t)\|\cdot {\overrightarrow {N(t)}}\end{cases}}}
a lo que se debe que, si por ejemplo {\displaystyle {\vec {T}}(s(t))} es el campo tangente de cualquier parametrización, entonces su derivada con respecto a {\displaystyle t}:
{\displaystyle {\frac {\overrightarrow {T'(s(t))}}{ds}}\cdot {\frac {ds(t))}{dt}}=k(s(t))\cdot {\overrightarrow {N(s(t))}}\cdot \|\alpha '(t)\|}
y así sucesivamente para las otras dos fórmulas de Frenet.

### Curvatura y torsión
Por tanto, una curva en el espacio está completamente definida por los dos parámetros de curvatura y de torsión. Fundamental en este punto es su cálculo explícito tanto en la parametrización en abscisas curvilíneas como en cualquier parametrización.

### Curvatura y torsión en la parametrización natural
Sea {\displaystyle \alpha (s)=\left(\phi (s),\psi (s),\chi (s)\right)} la parametrización natural de una curva tres veces diferenciable. Entonces, para cada punto se define el triedro de Frenet
{\displaystyle {\overrightarrow {T(s)}}={\frac {\alpha '(s)}{\|\alpha '(s)\|}}\qquad {\overrightarrow {N(s)}}={\frac {T'(s)}{\|T'(s)\|}}={\frac {T'(s)}{k(s)}}\qquad {\overrightarrow {B(s)}}={\overrightarrow {T(s)}}\times {\overrightarrow {N(s)}}}
La curvatura y la torsión se obtienen de la forma siguiente:
{\displaystyle k(s)=\|\alpha ''(s)\|=\|\alpha '(s)\times \alpha ''(s)\|}
{\displaystyle \tau (s)={\frac {\alpha '(s)\cdot \alpha ''(s)\times \alpha '''(s)}{k^{2}(s)}}}

### Curvatura y torsión en cualquier parametrización
Sea {\displaystyle \alpha (t)=(\phi (t),\psi (t),\chi (t))} cualquier parametrización de una curva tres veces diferenciable. Entonces, las expresiones de la curvatura y de la torsión toman la forma:
{\displaystyle k(t)={\frac {\|\alpha '(t)\times \alpha ''(t)\|}{\|\alpha '(t)\|^{3}}}}
{\displaystyle \tau (t)={\frac {\alpha '(t)\times \alpha ''(t)\cdot \alpha '''(t)}{\|\alpha '(t)\times \alpha ''(t)\|^{2}}}={\frac {\det(\alpha '(t),\alpha ''(t),\alpha '''(t))}{\|\alpha '(t)\times \alpha ''(t)\|^{2}}}}